# ناخا (إرم)
ناخا (بالفارسية: ناخا) هي قرية تقع في إيران في قسم إرم الريفي. يقدر عدد سكانها بـ 19 نسمة بحسب إحصاء 2016.